# أبو سعيد بن لب
أبو سعيد فرج بن قاسم التغلبي الشاطبي يعرف عمومًا بـأبو سعيد بن لُب وابن لُب (1301 - مارس 1381) (701 - ذو الحجة 782) عالم مسلم أندلسي من أهل القرن الثامن الهجري/ الرابع عشر الميلادي. كان مفتي غرناطة، وخطيب الجامع الأعظم، والمدرس بالمدرسة النصرية من 1353 حتى وفاته عن 80 عامًا. له عدة شروح فقهية وأرجوزات ورسائل، مخطوطة.

## سيرته
هو أبو سعيد فَرَج بن قاسم بن أحمد بن لُب التغلبي الشاطبي الغرناطي. ولد سنة 701 هـ/ 1301 م في غرناطة. قرأ القرآن بالسبع على أبو الحسن القيجاطي وروى الحديث عن ابن جابر الوادي آشي، وأخذ العربية عن ابن الفخار وأبو حيان الغرناطي. ثم تصدر للتدريس في المدرسة النصرية ابتداءً من 18 رجب 754/ 18 أغسطس 1353.

ذكره ابن الأحمر وقال «يكنى أبا سعيد، وأدركته، وبعث لي بالإجازة العامة من غرناطة إلى فاس، وأنا قاطن بها في حضرة الملوك من مرين، حين أخرجنا عن الأندلس بنو عمنا الملوك من بني نصر. وهو من أهل غرناطة. وولاه الخطابة بجامعها الأعظم أمير المسلمين يوسف ابن عم أبينا.» ثم طال كلامه ووصفه «هو معيد البلاغة ومبديها، وعالم الأندلس ومفتيها، ومظهر مشكلات العلوم ومجليها. وشيخها وفتاها، وحامل لواها، وفارس البراعة والمتلفع برداها. قد تحلى بالسكينة والتقوى، والتزم الطاعة في السر والنّجوى. إن حضر مع الفقهاء مجلسا، واحتل للأدباء مكنسا؛ فله يتبعون، وعلى قوله يعولون. وهو المصيب في كلامه ونظمه، بثقوب ذهنه واتساع علمه. مع باع مديد في النحو واللغة الغريبة، وحفظ للآداب والتواريخ العجيبة، ومعرفة شديدة، بالأصول والفروع والحديث، مصيبة. ونبل فائق في العروض والمنطق والبيان، وعلم الكلام والقراءات وتفسير القرآن. وهو (يرى) في كل لهذه العلوم قاريا، ولتدريسها ملازما، وعلى نهج تبيانها جاريا. وينظم القصائد النفائس، فتأتي كالقلائد في أجياد العرائس.».

توفي أبو سعيد بن لب في ذو الحجة سنة 782/ مارس 1381. 

## مهنته وأدبه
كان فقيهًا ماهرًا في القراءات العشر، عارفًا بالتفسير، ومشاركًا في أصول الدين وأصول الفقه وعلم الفرائض، بارعًا في علوم الأدب، وجيّد النظم والنثر، وغلب على نظمه المواضيع الدينية.
 ومن قصيدته في مدح النبي محمد:

## آثاره
كانت له مؤلفات، منها:
- شرح الزجاجي
- شرح تصريف التسهيل
- رسالتان في الفقه
- «الباء الموحدة »
- الاجوبة الثمانية، قصيدة لامية، وشرحها
- أرجوزة في الالغاز النحوية